# Гамбоа, Сантьяго
Сантьяго Гамбоа (исп. Santiago Gamboa, 1965, Богота) — колумбийский писатель.

## Биография
Изучал литературу в частном иезуитском университете в Боготе и в университете Алькала-де-Энарес (Испания), испанскую филологию в университете Комплутенсе в Мадриде и кубинскую литературу в Сорбонне. В Париже одновременно с учебой работал в отделе Латинской Америки на французском радио, где вел передачи о литературе и культуре (1993—1997). Параллельно стал корреспондентом самой влиятельной ежедневной колумбийской газеты El Tiempo. По поручению испанского издательства несколько месяцев провел в Китае, написал книгу «Октябрь в Пекине» (2001). Выступает по радио, пишет корреспонденции в испаноязычные, французские, итальянские газеты и журналы. Вел колонки в колумбийских журналах Comos и Cambio. Работал в колумбийской делегации в ЮНЕСКО, служил советником по культуре посольства Колумбии в Индии. В настоящее время живет в Риме. В 2006 году приезжал в Москву с презентацией перевода романа «самозванцы» и прочитал лекцию в московском Институте Сервантеса.

## Творчество
Первый же роман Гамбоа, Páginas de vuelta («Перевернутые страницы», 1995), критика назвала открытием колумбийской литературы. Два года спустя вышел второй, Perder es cuestión de método («Проигрыш — дело техники»), который был восторженно встречен критикой Испании и Латинской Америки, переведен на 15 языков и в 2004 г. экранизирован Серхио Кабрерой.
Кинематографические права на экранизацию рассказа Tragedia del hombre que amaba en los aeropuertos (включенного в сборник Cuentos apártidas, 1999) приобрела итальянская компания Solaris.
Принимал участие в работе над совместными антологиями прозы современных писателей Латинской Америки, а также работал вместе с писателями Германии, Югославии, Франции.
Высоко ценит творчество Варгаса Льосы, Грэма Грина, Найпола, Кутзее. Считает близкими себе Роберто Боланьо и Хорхе Вольпи. Большое влияние на поэтику его романов оказало новейшее латиномериканское кино (Гонсалес Иньярриту, Арриага).

## Книги
- Перевернутые страницы / Páginas de vuelta (1995)
- Проигрыш — дело техники / Perder es cuestión de método (1997, экранизирован Серхио Кабрерой, 2004)
- Счастливая жизнь молодого человека по имени Эстебан/ Vida feliz de un joven llamado Esteban (2000, роман с элементами автобиографии)
- Самозванцы / Los impostores (2001)
- Осада Боготы / El cerco de Bogotá (2004, сборник новелл)
- Синдром Улисса / El síndrome de Ulises (2005)
- Отель «Пекин» / Hotel Pekin (2008)
- Некрополь / Necrópolis (2009, латиноамериканская премия «Другой берег»)
- Ночные благовесты / Plegarias nocturnas (2012, роман)

## Издания на русском языке
- Самозванцы. М.: АСТ; Транзиткнига, 2005
- Проигрыш — дело техники. М.: АСТ, 2009

## Признание
Книги Гамбоа переведены на полтора десятка языков мира, он — номинант и лауреат ряда национальных и международных литературных премий (лауреат престижной латиноамериканской литературной премии La otra orilla («Другой берег», 2009) за роман «Некрополь»; финалист венесуэльской литературной премии Ромуло Гальегоса за 2007 г., финалист французской литературной премии Медичи за французскую версию книги «Синдром Улисса» и других).